# Sida Košutić
Sida Košutić, född 13 mars 1902 i Radoboj, död 13 maj 1965 i Zagreb, var en kroatisk författare, poet, journalist och framstående kulturarbetare.
Košutić gick på grundskolan i Radoboj, gymnasiet i Karlovac och Zagreb. Hon studerade pedagogik vid Universitetet i Zagreb och arbetade som korrekturläsare, journalist och journalistisk redaktör.